# 폴린 핸슨의 원 네이션
폴린 핸슨의 원 네이션(영어: Pauline Hanson's One Nation) 또는 일국당은 오스트레일리아에 존재하는 군소 정당이다. 오스트레일리아 토착민들이 취직을 위해 도시로 이주하는 것, 외국인 노동자들이 오스트레일리아로 유입하는 것에 반대하는 민족주의적 성격을 띈 극단적 내셔널리즘 정당으로, 폴린 핸슨의 사상인 핸슨주의(Hansonism)를 따른다.

## 역대 선거결과

### 오스트레일리아 총선
| 하원   |         |               |         |     |           |
| 년도   | 합계    | 득표율        | 의석    | +/– | 집권 여부 |
| 1998년 | 936,621 | 8.43(#3/26)   | 0 / 150 | 0   |           |
| 2001년 | 498,032 | 4.34(#5/20)   | 0 / 150 | 0   |           |
| 2004년 | 139,956 | 1.19(#7/26)   | 0 / 150 | 0   |           |
| 2007년 | 32,650  | 0.26 (#9/19)  | 0 / 150 | 0   |           |
| 2010년 | 27,184  | 0.22 (#6/20)  | 0 / 150 | 0   |           |
| 2013년 | 22,046  | 0.17 (#12/32) | 0 / 150 | 0   |           |
| 2016년 | 175,020 |               | 0 / 150 | 0   |           |

| 상원   |           |               |        |        |     |           |
| 년도   | 합계      | 득표율        | 의석   | 의석   | +/– | 집권 여부 |
| 1998년 | 1,007,439 | 8.99 (#3/30)  | 1 / 40 | 1 / 76 | 1   |           |
| 2001년 | 644,364   | 5.54(#4/29)   | 0 / 40 | 1 / 76 | 1   |           |
| 2004년 | 206,455   | 1.73 (#6/28)  | 0 / 40 | 0 / 76 | 0   |           |
| 2007년 | 52,708    | 0.42 (#12/24) | 0 / 40 | 0 / 76 | 0   |           |
| 2010년 | 70,672    | 0.56 (#11/23) | 0 / 40 | 0 / 76 | 0   |           |
| 2013년 | 70,851    | 0.53 (#16/49) | 0 / 40 | 0 / 76 | 0   |           |
| 2016년 | 593,013   | 4.29          | 4 / 76 | 4 / 76 | 4   |           |